# جان ماري لي رو
جان ماري لي رو (بالفرنسية: Jean-Marie Le Roux)‏ هو رياضياتي فرنسي، ولد في 4 أبريل 1863 في Prat, Côtes-d'Armor ‏ في فرنسا، وتوفي في 1949 في رين في فرنسا.